# 今宿麻美
今宿 麻美（いまじゅく あさみ、1978年1月7日 - ）は、日本のファッションモデル、および女優。身長164cm・スリーサイズ79-58-83、血液型AB型。宮崎県宮崎市出身。BOSSA所属。
雑誌『anan』でのデビュー（1996年）から絶えずモデル活動を継続。国内外の数々のファッション雑誌への露出のほか、『blue』（2001年）への出演を皮切りに映画女優としての活動を見せてもきた。
原宿系ストリートファッションに類する“ガーリーカジュアル”と呼ばれるスタイルの土台を築いた人物とも言われる。2010年代以降は『JILLE』や『mini』などの雑誌に登場。

## 来歴
地元宮崎でスカウトされデビュー。カリスマ的なモデルとして、多くのファッション雑誌で活躍。表紙を飾った雑誌に、『SWITCH』、『TOKION magazine』、『装苑』、『commons＆sense』、『CONNECT』、『spring』、『mini』、『Smart』、『JILLE』、その他登場雑誌に『i-D』（英）、『NYLON』（米）、『BIG MAGAZINE』（英）、『VOGUE』（台湾）、『流行通信』、『SPUR』、『ELLE JAPON』などがある。
モデル以外では、1998年に音楽ユニット「IMAJUKU」を結成。1999年から2001年にかけてシングルとアルバムを発表した。音楽ユニットでは主にビジュアルを担当。
2002年には初写真集『A.IMAJUKU』を発売。女優としては、2001年の『blue』を皮切りに、『ナイン・ソウルズ』、『空中庭園』など、映画を中心に活躍。2006年の『LOVE MY LIFE』ではベッドシーンを演じ、ヌードを披露した。
2007年に『ストリートモデル』と題した自叙伝を上梓。翌2008年には自身のプロデュースによるブランド『asamiimajuku』が発足。香港に複数の実店舗を開業する運びとなった。2010年暮れには『HART BALANCE』と題したフォトエッセイを発売。結婚の年でもあった2013年にはスタイルブック『MY STYLE ASAMI IMAJUKU』を発売している。

## 私生活

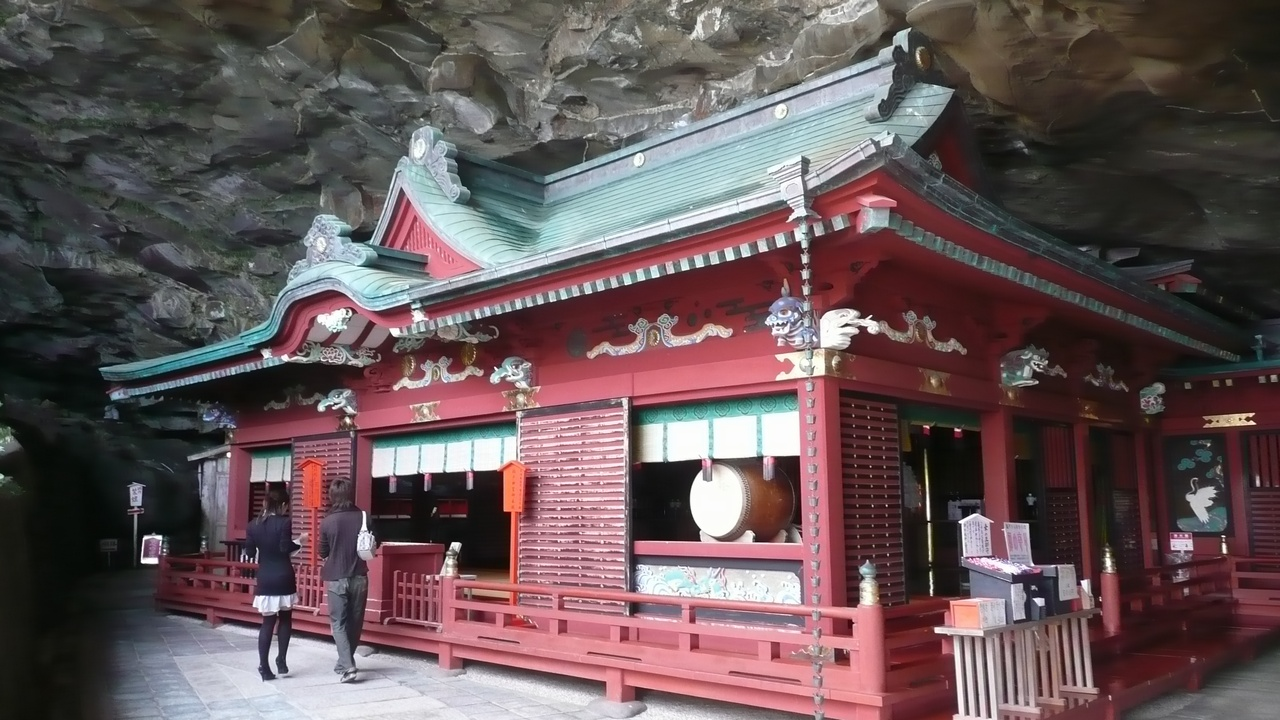
今宿が2013年10月2日に挙式を行った宮崎県日南市の鵜戸神宮。

兄が1人いる。中学時代はバドミントン部に所属していた。
35歳当時の2013年3月4日、スタイリストのMASAHと結婚。古くからの友人であったという。挙式は同年10月2日に鵜戸神宮で行った。
2014年11月5日に第1子となる男児「青馬」を出産し、2017年12月25日に第2子となる男児「丸生」を出産した。
JILLEでも共働した花楓、宮本りえ と仲が良い。

## 出演

### 映画
- blue（2001年） - 中野美恵子 役
- 陰詩 シンドローム（2003年） - 主演 ・ユキ 役
- ナイン・ソウルズ（2003年） - 希新 役
- ショートムービー Cheap Trip（2003年） - 主演
- 富江 BEGINNING（2005年） - 松原礼子 役
- 空中庭園（2005年） - サッチン 役
- FLOWERS＊（2005年） - TANPOPO 役
- スリーピングフラワー（2005年） - かず子 役
- colors（2006年）
- LOVE MY LIFE（2006年） - 城島エリー 役
- Life（2006年） - 野村操 役
- 棚の隅（2006年） - 三浦なるみ 役
- バウムクーヘン（2006年） - 草野真奈美 / 三国ユミ 役
- 病葉流れて（2007年）
- 休暇（2007年）
- たみおのしあわせ（2007年）
- 99%の自殺（2008年）
- ヘブンズ・ドア（2009年） - 整備工場の女性事務員 役

### テレビ
- イイことi+（2012年4月 - 2014年9月、東海テレビ）
- ダウンタウンDX（2017年8月3日、日本テレビ） - 息子と共に近藤春菜と対面する特別ゲスト

### ドラマ
- Digital Creators'01 地球大爆破（2000年12月4日、BS-i）
- いちばん暗いのは夜明け前（2005年7月 - 9月、テレビ東京） - 鏑木亜里 役
- 太宰治短編小説集 犯人（2010年3月25日、NHK BS2）
- リバウンド（2011年4月 - 6月、日本テレビ） - 編集部員 役

### CM
- KDDI「au音楽配信RUN」
- 富士通「FOMA F2051」
- キリンビバレッジ「トロピカーナ ソルベ」
- キユーピー「アヲハタ」
- アピタ（総合GSM）
- モスバーガー 「とびきりハンバーグサンド」

### PV
- Syrup16g 『Reborn』（2002年9月25日）
- 秦基博 『朝が来る前に』（2009年1月21日）

### ゲームソフト
- 鈴木爆発 （2000年7月6日、エニックス） - 伊藤さん 役

### ラジオ
- HAPPINESS （2012年10月7日 - 2013年9月29日、J-WAVE） - ナビゲーター

### CDジャケット
- TWIGY 『The Legendary Mr.Clifton』（2001年10月17日）
- DJ 松本素生 『ROCK THE MIX 2』（2009年9月30日）

## 発売作品

### 写真集
- 『A.IMAJUKU』（2002年・ソニー・マガジンズ） ISBN 4789718247
- 『ASAMI IMAJUKU I'm nothing...』（2003年・デザインエクスチェンジ） ISBN 4860834836
- 『MY STYLE ASAMI IMAJUKU』（2013年・宝島社） ISBN 4800208602

### エッセイ
- 『ストリートモデル』（2007年・双葉社） ISBN 4575299723
- 『HEART BALANCE』（2010年・双葉社） ISBN 4575302775

### DVD
- シンドローム（2004年・フューズビジュアル）

## ディスコグラフィー
IMAJUKU名義の作品

### シングル
- Feel Like Makin'（1999年5月21日、キューンレコード / KSC2-278）
- Chedi EP（1999年6月19日、キューンレコード） ※アナログ盤
- imajuku e.p. (1999/6/19) ※アナログ盤
- PARADISE（1999年7月23日、キューンレコード / KSC2-297）

### アルバム
- ibiza（1999年8月4日、キューンレコード / KSC2-298）
- “cat's cradle”〜imajuku remix（1999年12月1日、キューンレコード / KSC2-319）
- imajuku cafe（2001年11月、BURGER INN RECORDS）

また、今宿麻美名義でヴォーカルで参加したものに、コンピレーション・アルバム『Wild Flowers』（2001年3月、BURGER INN RECORDS）がある。